# Красный Октябрь (Гусь-Хрустальный район)
Красный Октябрь — посёлок в Гусь-Хрустальном районе Владимирской области России. Административный центр Краснооктябрьского сельского поселения.

## География
Посёлок расположен при реке Ючар и болоте Клюквенное, в 44 км на юго-восток от Гусь-Хрустального, в 13 км на юг от ж/д станция Заколпье на линии Москва—Муром.

### Уличная сеть
Восточная; Горького; Дачная; Заречная; Кооперативная; Краснозорская; Лесная; Мира; Молодёжная; Октябрьская; Первомайская; Станционная; Школьная.

## Топоним
Первоначальное название — Ново-Богоявленский.
В годы советской власти посёлок назывался им. Буденного и Красный Октябрь

## История
16 ноября 1901 года строительное отделение Владимирского губернского правления слушало "прошение Меленковских мещан братьев: Александра, Лазаря, Алексея, и Ивана Яковлевых Зацепиных об утверждении проекта на устройство ими в Меленковском уезде при селе Цикуль стекольного завода. В 1903 году проведена была первая оценка его. Ценность строения составила 7536 рублей, машин — 14680 рублей, а всего 22216 рублей. В 1905 году в Ново-Богоявленском заводе в составе Цикульской волости имелось 12 дворов. В 1926 году в Ново-Стекольном заводе Черсевской волости числилось 104 хозяйств, семилетняя школа (основана в 1919 году).
Входил в состав Аксёновского сельсовета Курловского района, с 1963 года — Гусь-Хрустального района. С 2001 года посёлок становится центром Краснооктябрьского сельского округа.

## Население
| 1859 | 1905 | 1926 | 2002 | 2010 | 2021 |
| ---- | ---- | ---- | ---- | ---- | ---- |
| 50   | →50  | ↗525 | ↗819 | ↘790 | ↘740 |

## Инфраструктура
В посёлке находятся Краснооктябрьская средняя общеобразовательная школа, детский сад № 4, фельдшерско-акушерский пункт, отделение почтовой связи, отделение Сбербанка России.

## Экономика
В посёлке расположен стекольный завод «GlassDecor» (ранее промысловая артель им. Будённого, завод «Красный Октябрь»).